# 象燭光魚
象燭光鱼（学名：[Polyipnus omphus] 错误：{{Lang}}：文本有斜体标记（帮助））为輻鰭魚綱巨口魚目褶胸鱼科的其中一種。分布於馬達加斯加、印尼及巴布亞紐幾內亞等海域，為深海魚類，棲息深度可達200公尺，會進行垂直性洄游，體長可達5.6公分。

## 外部連結
象燭光鱼的圖片（页面存档备份，存于）